# Michał Osowski
Michał Osowski (ur. 15 czerwca 1981 w Częstochowie) – polski pilot samolotowy, mistrz i wicemistrz świata w lataniu rajdowym, mistrz Polski juniorów. 
Pilot Aeroklubu Pomorskiego. Mistrz świata drużynowo i wicemistrz indywidualnie (razem z Michałem Wieczorkiem) w 2010 roku. Mistrz Polski juniorów w 2005 roku.